# Fabriciano Cid Santiago
Fabriciano Cid Santiago (Villardeciervos, 1854 - ¿?) fue un abogado y político español.
Fue hijo de Domingo Cid y de Antonia Santiago Santiago, se casó con Carmen Ruiz-Zorrilla, fue el padre de José María Cid Ruiz-Zorrilla, destacado político durante los años 1930.
Abogado de profesión, fue presidente de la Diputación Provincial de Zamora entre 1894 y 1898, y diputado en el  Congreso de los Diputados por el distrito de Puebla de Sanabria entre 1903 y 1918.